# Giacomo Valentini
Giacomo Valentini (Roma, 23 gennaio 1915 – Roma, 18 novembre 1982) è stato un calciatore italiano, di ruolo centrocampista o attaccante.

## Caratteristiche tecniche
Era una tipica ala il cui gioco era incentrato su finte e scatti.

## Carriera
Giocò in Serie A con la maglia della Roma nella stagione 1935-1936, scendendo in campo per 6 volte e segnando anche una rete contro il Bari prima di finire pian piano ai margini della squadra.
L'anno successivo passò all'Aquila in Serie B dove disputò un discreto campionato prima di tornare a Roma a chiudere la carriera con la maglia del MATER in Serie C.

## Palmarès

### Club

#### Competizioni nazionali
- Serie C: 1

M.A.T.E.R.: 1938-1939